# Claudia Salfate
Claudia Salfate (Coquimbo, 6 de agosto de 2003) es una futbolista chilena que juega como delantera en Coquimbo Unido de la Primera División de fútbol femenino de Chile. Aunque principalmente es extrema derecha, también se puede desempeñar como lateral derecho.

## Trayectoria
Nacida en Coquimbo, Claudia Salfate comenzó su carrera en Deportes La Serena. 
En el año 2021, Salfate fichó por Everton de Viña del Mar  y firmó su primer contrato profesional en marzo del 2023.  En su estadía, ganó la Primera B 2023 y consiguió el ascenso a la Primera División siendo goleadora del torneo, anotando 28 goles.  Además, fue elegida como la mejor jugadora de la categoría. 
En 2024, se convirtió en el nuevo refuerzo del equipo de su ciudad natal, Coquimbo Unido. 

## Selección nacional
En 2018, Claudia Salfate representó a Chile en el Sudamericano Femenino sub-17. Al año siguiente, fue parte de un campeonato amistoso disputado en la ciudad de Caseros, Argentina. 
En 2022, representó al combinado nacional en el Campeonato Sudamericano Femenino sub-20.  
Participó con la selección sub-20 en los Juegos Suramericanos de 2022. 
En la selección absoluta, hizo su debut en la derrota 4-3 contra Guatemala el día 29 de mayo de 2024 en Ciudad de Guatemala. 
En 2025, fue convocada para representar a Chile en la CONMEBOL Copa América Femenina. 

### Partidos internacionales
| Selección chilena | Selección chilena | Selección chilena |
| Año               | Partidos          | Goles             |
| ----------------- | ----------------- | ----------------- |
| 2024              | 7                 | 0                 |
| 2025              | 1                 | 0                 |
| Total             | 8                 | 0                 |

## Palmarés

### Campeonatos nacionales
| Título             | Equipo  | Año  |
| ------------------ | ------- | ---- |
| Primera B Femenina | Everton | 2023 |

### Distinciones individuales
| Distinción                                         | Años |
| -------------------------------------------------- | ---- |
| Máxima goleadora de la Primera B femenina de Chile | 2023 |
| Mejor jugadora de la Primera B femenina de Chile   | 2023 |